# Васильченко Степан Васильович
Степа́н Васи́льович Васи́льченко (справжнє прізвище — Панасенко; 27 грудня 1878 (8 січня 1879), м. Ічня, нині Чернігівської області — 11 серпня 1932, Київ) — український письменник, один з основоположників української радянської дитячої літератури, педагог, діяч народної освіти. Батько архітектора та скульптора Юрія Кодака. Криптоніми та псевдоніми: В. П., Вітер, Загородній, Ів. Глеченко, -ко, -ко В. П., Панас Стецько, Степ Вечірній, W-ко, Танасюк Панас, Ф. Темний.

## Життєпис
Народився в сім'ї безземельного селянина-шевця в місті Ічня (Борзнянський повіт, Чернігівська губернія, Російська імперія). Навчався 1888—1893 в Ічнянській початковій школі. Два роки готувався до вступу в учительську семінарію. 1895 вступив до Коростишівської учительської семінарії (закінчив 1898). Одержав направлення в однокласну міністерську школу в с. Потоки на Канівщині. Невдовзі переведено до Богуслава. Учителював на Київщині, зокрема 1903 року у с. Карапишах та на Полтавщині. Мав посилений інтерес до народної творчості, до поезії Шевченка, світової класики, — все це сприяло збагаченню життєвого і мистецького досвіду майбутнього письменника.
У часи вчителювання (1898—1904) вів щоденник «Записки вчителя». 19 грудня 1903 (1 січня 1904) уперше надрукував оповідання «Не устоял (Из жизни народного учителя)» в «Киевской газете».
1904 вступив до Глухівського учительського інституту, 1905 покидає інститут. Виїхав на Донбас, учителював у с. Щербинівка (нині м. Торецьк Донецької області).
1906 заарештовано за участь у робітничих страйках. Сидів у в'язниці. 1908 хворого на тиф Васильченка польовий суд виправдав за браком доказів, звільнив з Бахмутської тюрми, категорично заборонив учителювати.
Повертається до Ічні, заробляє на життя приватними уроками. 1910—1914 — завідувач відділу театральної хроніки газети «Рада».
Під час Першої світової війни мобілізовано до армії, (до Лютневої революції 1917) командир саперної роти на Західному фронті. Тоді побачили світ перші збірки новел «Ескізи» (1911), «Оповідання» (1915).
1919 року мешкав у Кам'янці-Подільському, де на замовлення Симона Петлюри написав оповідання «Про жидка Марчика, бідного кравчика». Тут написав також сатиричний твір «Про козака Ося і москаля Ася».
Улітку 1920 року з Першою мандрівною капелою Дніпросоюзу здійснив велике гастрольне турне містами і селами Лівобережної України. Був літописцем колективу, на базі якого згодом була утворена хорова капела «Думка».
1921 працював у Києві вихователем і завідувачем дитячого будинку, 1921–1928 — вчителем школи імені Івана Франка.

Могила Степана Васильченка

Помер 11 серпня 1932 року від хвороби серця. Похований на Байковому кладовищі (ділянка № 1).

## Творчість
У літературний процес Васильченко включився 1910 вже зрілим митцем із власним поетичним голосом. Саме тоді з'явилися друком його оригінальні твори — «Мужицька арихметика», «Вечеря», «У панів», «На чужину», «Циганка» та ін., пройняті любов'ю до людини праці, утвердженням віри в перемогу справедливості.
Не випадково однією з провідних тем творчості Васильченка є життя народних учителів, яке було йому — педагогові за фахом і покликанням — особливо близьким. «Записки вчителя» (1898–1905) та інші щоденникові записи, куди Васильченко, за його визнанням, систематично «заносив свої учительські жалі та кривди», стали згодом документальною основою багатьох реалістичних новел і оповідань.
У 1910–1912 Васильченко пише й друкує цикл новел і оповідань, присвячених учительській темі («Вечеря», «З самого початку» та інші). Проблема виховання нової людини значною мірою зумовила звернення Васильченка до художнього опрацювання дитячої тематики, органічно пов'язаної з творами про вчителів. Глибоке розуміння психології дитини дало змогу Васильченку показати поетичний духовний світ дитини.
Хвилюють читача і психологічні етюди письменника «Дощ», «Дома», «Волошки», «Петруня», оповідання «Роман», «Увечері», «Свекор», «Басурмен» та ін. Оптимізм Васильченка особливо виразно виявився в одному з найкращих його творів, присвячених дітям, — «Циганка».
Невеликий цикл у творчості Васильченка складають оповідання, в яких йдеться про обдаровані натури з демократичних низів, про долю народних талантів («На хуторі», «У панів», «На розкоші» та ін.).

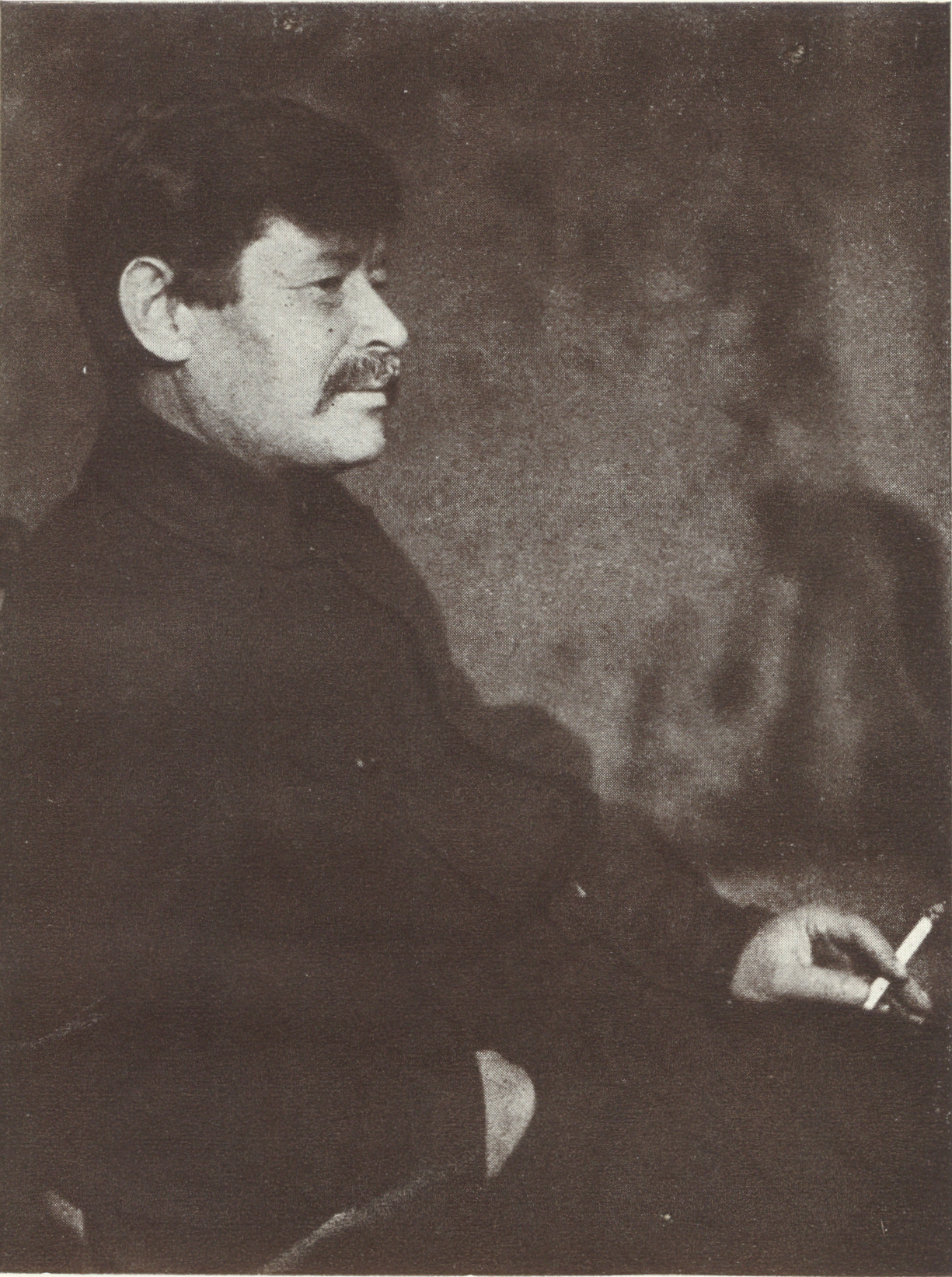
Степан Васильченко у 1928 році

Жорстоку правду життя селянської бідноти розкриває Васильченко у новелі «На чужину».
Окремий цикл у художньому доробку Васильченка складають твори, написані під безпосереднім враженням від Першої світової війни, в якій письменник брав участь з 1914 аж до Лютневої революції. В «Окопному щоденнику», оповіданнях «На золотому лоні», «Під святий гомін», «Отруйна квітка», «Чорні маки» та ін. Васильченко зображує жахи війни, сумні будні людей у сірих солдатських шинелях.
Цікавою сторінкою спадщини Васильченка є драматичні твори, переважно одноактні п'єси, які за тематикою і багатьма художніми засобами органічно близькі до його прози .
Багато працює Васильченко у радянський час і над творами з минулого життя («Талант», «Віконце», «Осінні новели» та ін.). Показовим у цьому плані є цикл «Осінні новели», який Васильченко писав, починаючи з 1923, майже 10 років. Одна з художньо найдовершеніших новел циклу — «Мати» («Чайка»).
Васильченко написав драматичні твори («Минають дні», «Кармелюк» та ін.), кіносценарії за фольклорними мотивами, фейлетони, цикл новелет «Крилаті слова», переклади творів російських письменників Гоголя, Лєскова, Короленка, Серафимовича.
На особливу увагу заслуговує задум Васильченка створити велику біографічну повість про Тараса Шевченка. З п'яти запланованих частин він встиг завершити тільки першу — «В бур'янах» (вийшла посмертно — 1938).

## Увічнення пам'яті

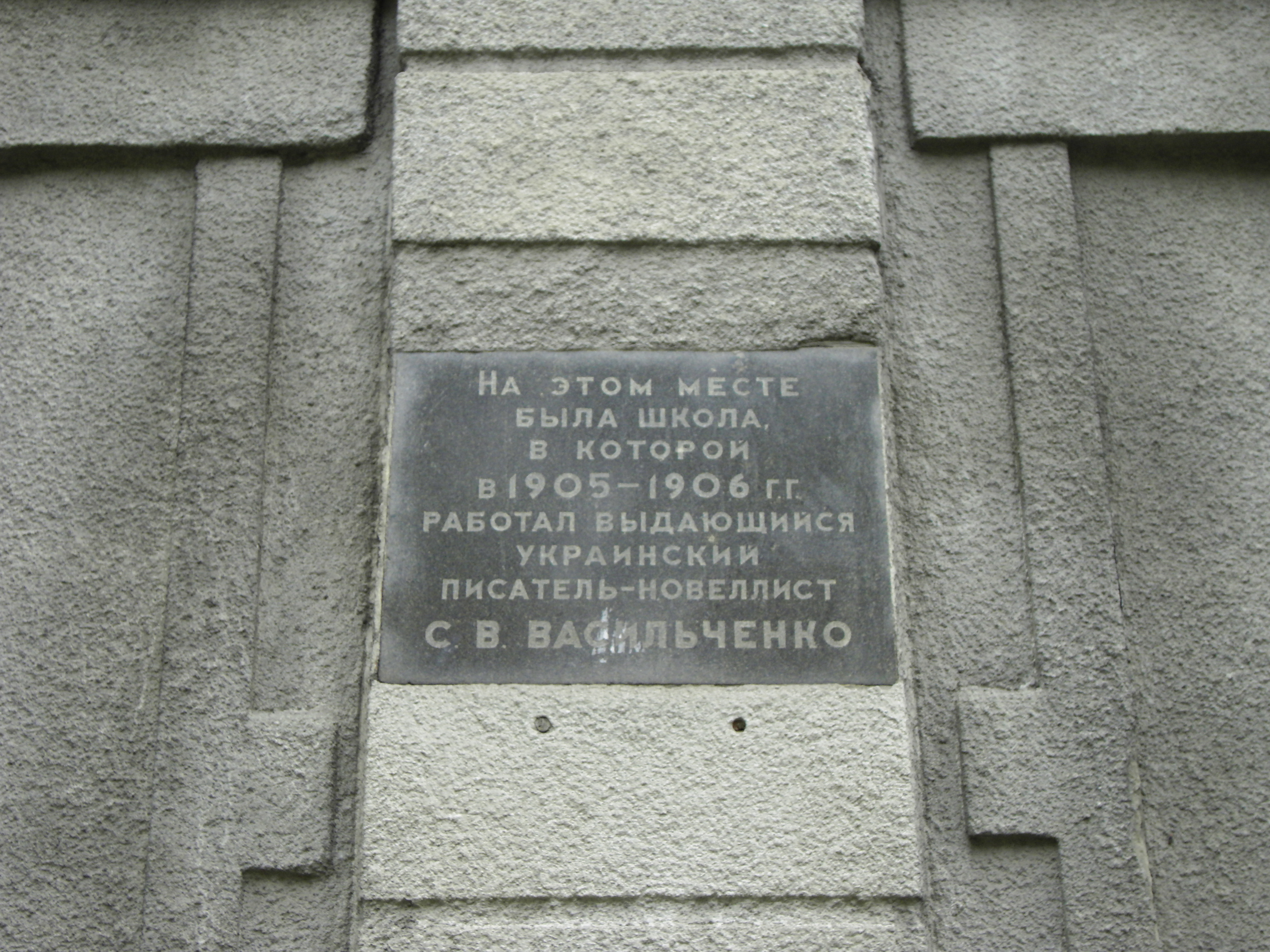
Пам'ятна таблиця на місці школи, в якій працював С. В. Васильченко у м. Торецьку

У Києві та у Кривому Розі існує вулиця імені Васильченка. Його ім'я надано бібліотеці в Шевченківському районі. На фасаді будинку, де у 1925–1932 роках мешкав письменник, встановлено меморіальну дошку. На Байковому кладовищі, де поховано Васильченка, на його могилі встановлено пам'ятник. Це гранітна стела, на ній керамічне фото, напис: «Васильченко (Панасенко) Степан Васильович 8.І.1879 — 11.VIII.1932. Видатний український письменник».
В Ічні Васильченку встановлено пам'ятник на майдані, меморіальну дошку — на будинку, де він народився. Його ім'я надано центральній районній бібліотеці. Уродженець Ічні Анатолій Дрофань написав про Васильченка історико-біографічний роман «Буремна тиша» (1984).
На будинку колишньої вчительської семінарії у м. Коростишів, де упродовж 1895—1898 років навчався письменник, встановлено меморіальну таблицю.
У місті Торецьк Донецької області встановлено меморіальну таблицю на місці, де діяла школа, в якій працював Степан Васильченко в 1905–1906 роках.
У 1978 році Указом Президії Верховної Ради УРСР Драбівській середній школі (Драбів, Черкаська область) присвоєно ім’я С. В. Васильченка. Ім'я зберігалося під час реорганізації школи у Драбівський навчально-виховний комплекс «загальноосвітня школа І-ІІІ ступенів ім. С. В. Васильченка-гімназія» (2003 рік) та в Драбівський навчально-виховний комплекс "Заклад загальної середньої освіти І-ІІІ ступенів імені С. В. Васильченка-гімназія" Драбівської селищної ради Черкаської області (2020 рік), аж до реорганізації школи у Драбівський ліцей Драбівської селищної ради (2023 рік).

## Сім'я
Син Кодак Юрій Степанович (1916—1991) — скульптор. Під час війни опинився у полоні, після війни жив у Канаді і США.
Працював архітектором для канадського уряду, а також проєктував українські церкви й іконостаси (різьблення).

## Основні видання творів
- Твори. — Т. 1—4. — К., 1959—1960.
- Твори. — Т. 1—3. — К., 1974.
- Талант: оповідання, повість.-- К.,:Дніпро,1982.-- 237с.,іл.,65000,формат <А5,тв.пал..
- Талант: Оповідання та повісті. — К., 1986.
- Твори: Оповідання, повісті, драматичні твори. — К., 1988.
- Избранное. — М., 1956.
- Оповідання / С. Васильченко. — Вид. Дніпров. Союзу Споживч. Союзів України. — 20 с.
- За мурами / С. Васильченко. — Харків: Держ. вид-во України, 1928. — 28 с.
- Васильченко С. Вибрані твори / С. Васильченко ; передм. Євг. Кирилюка. — Київ: Держ. літ. вид-во, 1936. — 419 с.
- Васильченко, С. Не співайте, півні, не вменшайте ночі! : п'єса в 3-х картинах / С. Васильченко. — Київ: Вид. т-во «Криниця», 1917. — 48 с. [Архівовано 3 жовтня 2018 у Wayback Machine.]
- Васильченко С. Шевченкові дні: збірник: біографія, критика, п'єси, інсценізація, поезія та інше / С. Васильченко, Я. Чепіга. — Київ: Т-во «Час», 1926. — 184 с. [Архівовано 16 квітня 2016 у Wayback Machine.]
- Васильченко С. Повна збірка творів. Т. 1 / С. Васильченко. — Харків: Держ. вид-во України, 1927. — 307 с. [Архівовано 26 вересня 2020 у Wayback Machine.]
- Васильченко С. Повна збірка творів. Т. 2 / С. Васильченко. — Харків: Держ. вид-во України, 1927. — 374, 1 с. [Архівовано 1 жовтня 2020 у Wayback Machine.]
- Васильченко С. Повна збірка творів. Т. 3 / С. Васильченко. — Харків: Держ. вид-во України, 1927. — 306, 6 с. [Архівовано 1 жовтня 2020 у Wayback Machine.]
- Васильченко С. Повна збірка творів. Т. 4 / С. Васильченко. — Вид. 2-ге. — Харків: Держ. вид-во України, 1929. — 245, 2 с. [Архівовано 1 жовтня 2020 у Wayback Machine.]
- Васильченко С. Осетинські казки / С. Васильченко. — Київ: Друк. Т-ва «Криниця», 1919. — 80 с. : іл. [Архівовано 26 вересня 2020 у Wayback Machine.]
- Левень: осетин. казка / записав С. Васильченко. — Київ: Криниця, 1917. — 29 с. : іл.
- Княженко: осетин. казка / записав С. Васильченко. — Київ: Криниця, 1917. — 30 с. : іл.
- Чарівна Коза ; Мені моє: осетин. казки / записав С. Васильченко. — Київ: Криниця, 1918. — 30 с.
- Васильченко С. На перші гулі: мал. на 1 дію / Степан Васильченко. — Київ: Мистецтво, 1945. — 35, 1 с. — (Бібліотека художньої самодіяльності). [Архівовано 25 вересня 2020 у Wayback Machine.]
- Васильченко С. Приблуда: вибр. оповідання / С. Васильченко. — Київ: Б-ка газ. «Пролетар. правда», 1928. — 47, 1 с. — (Бібліотека газети «Пролетарська правда»). [Архівовано 18 вересня 2020 у Wayback Machine.]
- Васильченко С. Оповідання / С. Васильченко. — Київ: Держ. вид-во худож. літ., 1947. — 48 с. [Архівовано 18 вересня 2020 у Wayback Machine.]
- Васильченко С. Повісті та оповідання / Степан Васильченко. — Київ: Держ. вид-во худож. літ., 1949. — 382 с. [Архівовано 18 вересня 2020 у Wayback Machine.]
- Васильченко С. Оповідання / C. Васильченко. — Вид. 2-ге. — У Київі: ВІК, 1918. — 347 с. — (Українська бібліотека ; № 23). [Архівовано 23 вересня 2020 у Wayback Machine.]
- Васильченко С. Вибрані твори / С. Васильченко ; передм. й приміт. В. Міщанинової. — 2-ге вид. — Харків ; Київ: Держ. вид-во України, 1929. — 214, 1 с. : іл. — (Дитяча бібліотека українських письменників / за ред. В. Арнаутова та О. Попова). [Архівовано 18 вересня 2020 у Wayback Machine.]
- Васильченко С. Вибрані твори / С. Васильченко. — Київ: Вид. т-во «Час», 1927. — 228 с. [Архівовано 19 вересня 2020 у Wayback Machine.]
- Васильченко С. Збірка творів: для дітей ст. віку / С. Васильченко ; уложила В. Чередниченкова. — Б. м. : Держ. вид-во України, 1924. — 130 с. — (Бібліотека юного спартака: літ.-худож. серія ; № 9). [Архівовано 26 вересня 2020 у Wayback Machine.]
- Васильченко С. Циганка: оповідання з шк. життя / С. Васильченко. — Київ: Криниця, 1917. — 48 с. [Архівовано 1 жовтня 2020 у Wayback Machine.]
- Васильченко С. Кармелюк: п'єса в одну дію / С. Васильченко. — Харків ; Київ: Книгоспілка, 1924. — 40 с. — (Бібліотека Книгоспілки). [Архівовано 1 жовтня 2020 у Wayback Machine.]
- Васильченко С. На перші гулі: жарт на 1 дію / С. Васильченко. — Київ: Криниця, 1911. — 20 с. [Архівовано 1 жовтня 2020 у Wayback Machine.]
- Васильченко С. Осетинські казки / С. Васильченко. — Київ: Друк. Т-ва «Криниця», 1919. — 80 с. : іл. [Архівовано 26 вересня 2020 у Wayback Machine.]
- Левень: осетин. казка / записав С. Васильченко. — Київ: Криниця, 1917. — 29 с. : іл.
- Княженко: осетин. казка / записав С. Васильченко. — Київ: Криниця, 1917. — 30 с. : іл.
- Чарівна Коза ; Мені моє: осетин. казки / записав С. Васильченко. — Київ: Криниця, 1918. — 30 с. : іл.
- Васильченко С. Вибрані оповідання / С. Васильченко. — Київ ; Харків: Укр. держ. вид-во, 1944. — 259, 1 с. [Архівовано 1 жовтня 2020 у Wayback Machine.]
- Васильченко С. Вибрані твори / С. Васильченко ; упоряд. А. Хуторян. — Київ: Держ. літ. вид-во, 1940. — 282, 2 с., 1 арк. портр. : іл. — (Шкільна бібліотека). [Архівовано 9 серпня 2020 у Wayback Machine.]
- Васильченко С. Незібрані твори / С. Васильченко. — Київ: Держ. літ. вид-во, 1941. — 236, 4 с., 1 арк. портр. [Архівовано 9 серпня 2020 у Wayback Machine.]
- Грудницька М. Степан Васильченко: ст. та матеріали / М. Грудницька, В. Курашова ; Акад. наук. Укр. РСР, Ін-т укр. літ. ім. Т. Г. Шевченка. — Київ: Вид-во Акад. наук. Укр. РСР, 1950. — 332, 3 с. : іл., факс., 1 арк. портр. — (Матеріали та дослідження з історії української літератури XIX—XX ст. ст. ; вип. 2). [Архівовано 1 жовтня 2020 у Wayback Machine.]